# Bedigliora
Bedigliora es una comuna suiza del cantón del Tesino, situada en el distrito de Lugano, círculo de Sessa. Limita al noreste con la comuna de Novaggio, al este con Curio, al sureste con Pura, al sur con Croglio, y al oeste con Sessa y un exclave de la comuna de Curio.

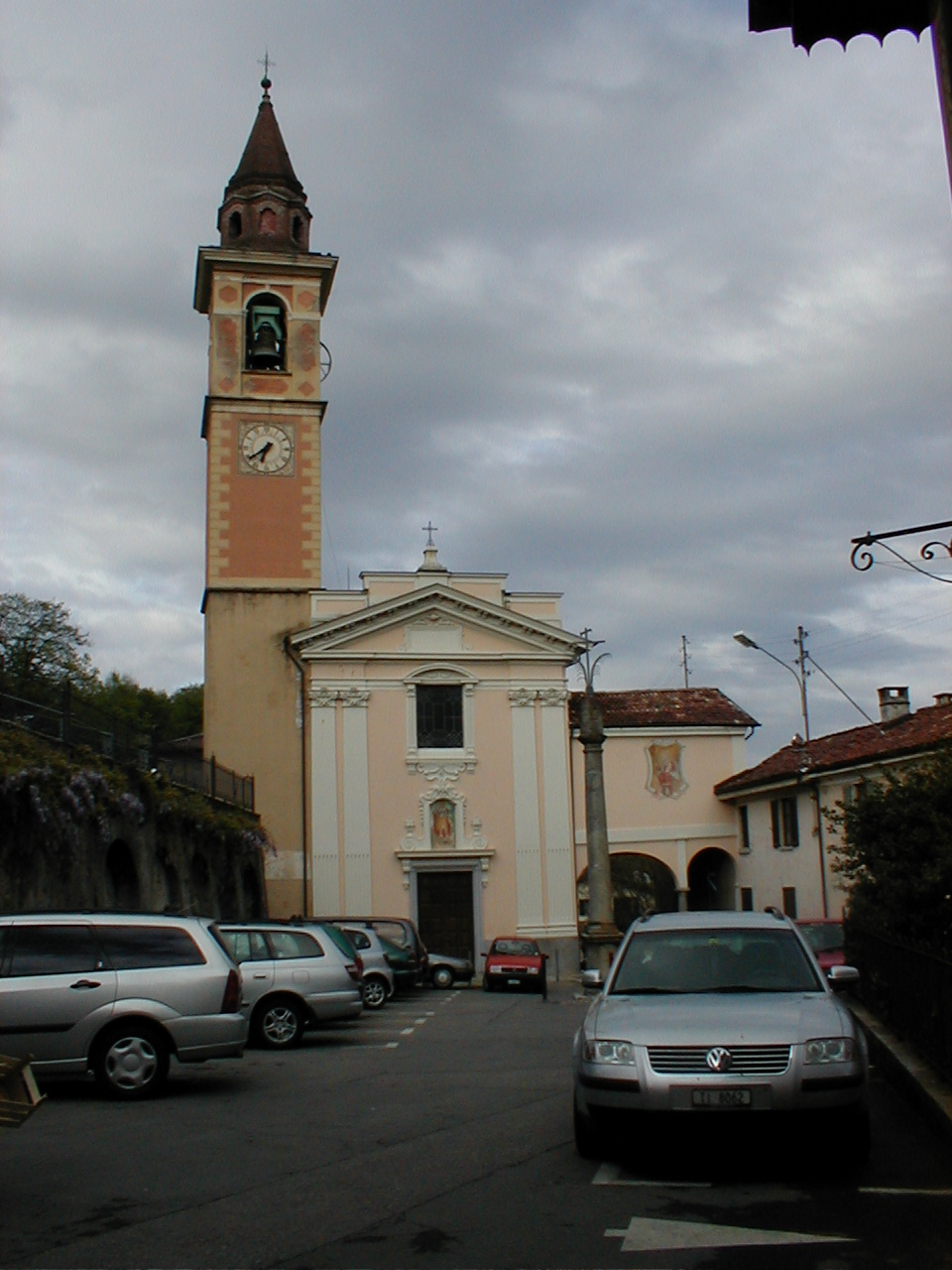
Plaza de la iglesia de Bedigliora.